# Фрідріх Август Штюлер
Фрідріх Август Штюлер (нім. Friedrich August Stüler; нар. 28 січня 1800 — 18 березня 1865) — впливовий прусський архітектор і будівничий. Один з його найвідоміших проектів — Новий музей в Берліні, а також купол тріумфальної арки Берлінського палацу.

## Життєпис
Фрідріх Август Штюлер був учнем Карла Фрідріха Шинкеля. В 1829-1830 роках Штюлер побував зі своїм другом Едуардом Кноблаухом у Франції та Італії. Штюлер призначався на різні відповідальні архітектурні посади при прусському дворі, а в 1832 році став директором комісії зі зведення палацу. У 1837 році він створив проект реконструкції петербурзького Зимового палацу в Санкт-Петербурзі. Ці плани не був здійснено: Микола I обрав стиль палацу бароко. З приходом до влади Фрідріха-Вільгельма IV кар'єра Штюлера пішла в гору, і в 1842 році він отримав звання королівського архітектора. Був також таємним верховним будівельним радником. Штюлер був засновником Спілки архітекторів Берліна.